# Aleuron carinata
Aleuron carinata là một loài bướm đêm thuộc họ Sphingidae. Nó được miêu tả bởi Walker năm 1856.

## phân phát
Và được tìm thấy ở miền nam México, Panama, Venezuela, Brasil, Bolivia, Costa Rica, Belize và Ecuador.

## miêu tả
Sải cánh dài 62–86 mm. Con trưởng thành bay ít nhất từ tháng 7 đến tháng 1 năm Costa Rica và năm tháng 6 năm Panama.

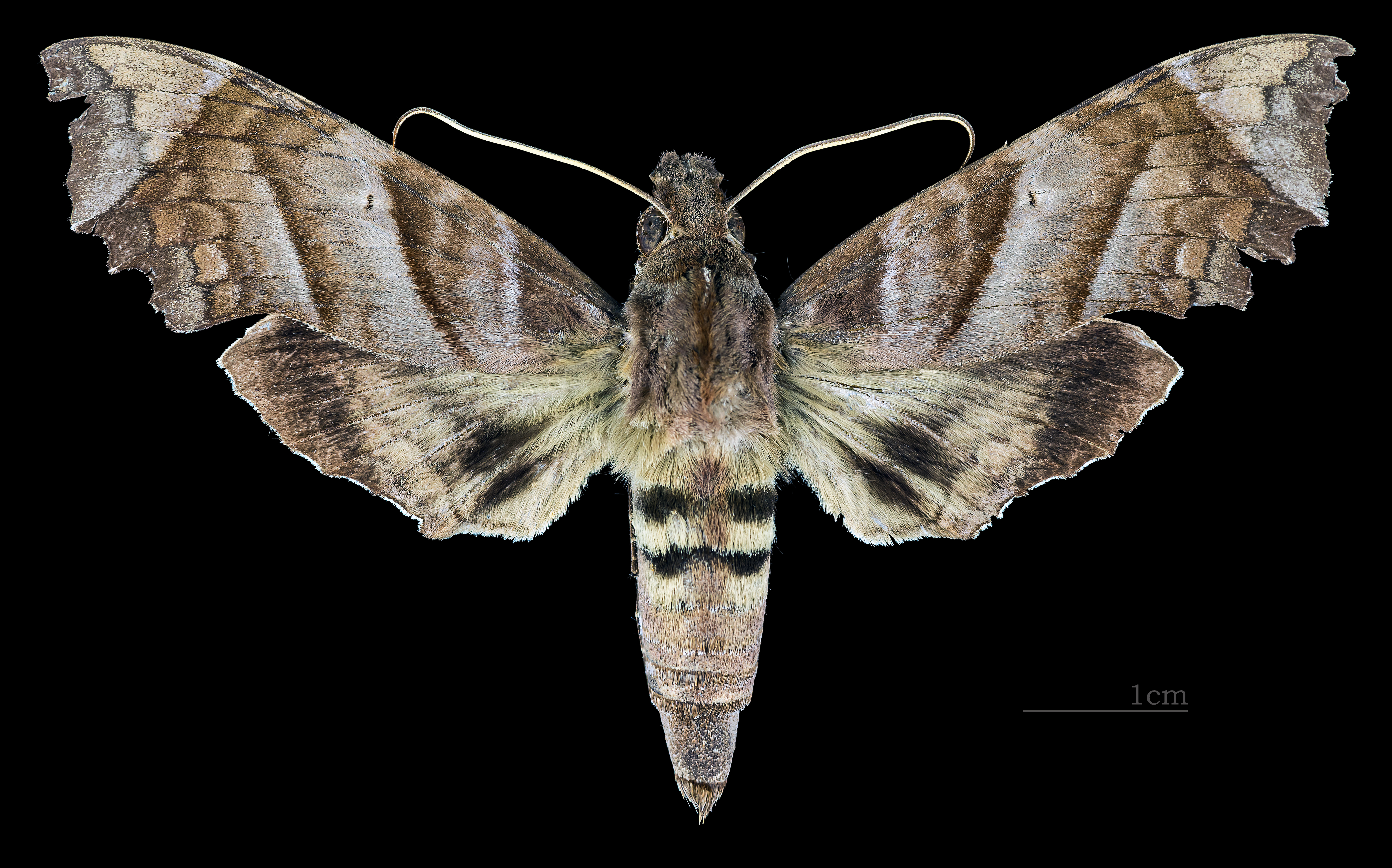
Aleuron carinata ♀
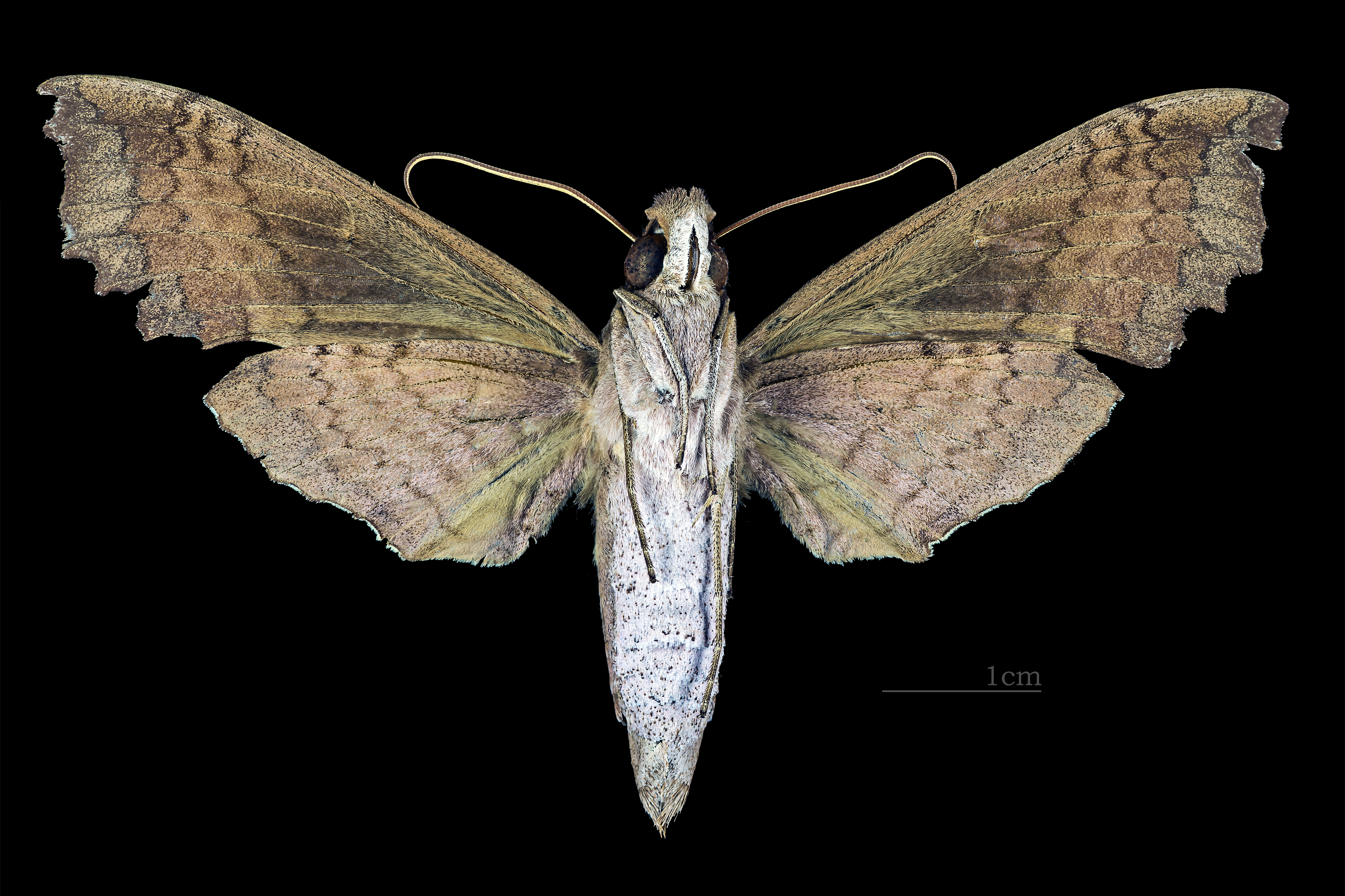
Aleuron carinata ♀ △

## Sinh học
Ấu trùng ăn Doliocarpus dentatus, Curatella americana và probably other Dilleniaceae.